# Maupihaa
Maupihaa (auch als Mopihaa oder Mopelia bekannt) ist ein Atoll der Gesellschaftsinseln im Pazifischen Ozean. Es ist das südlichste Atoll der „Inseln unter dem Winde“.
Politisch gehört Maupihaa zum französischen Überseeland (Pays d'outre-mer – POM) Französisch-Polynesien und ist damit der EU angegliedert. Die Insel wird von einer Unterabteilung (Subdivision administrative des Îles Sous-le-vent) des Hochkommissariats von Französisch-Polynesien (Haut-commissariat de la République en Polynésie française) mit Sitz in Papeete verwaltet. Maupihaa gehört zur Gemeinde Maupiti (Commune de Maupiti).

## Geographie
Das Atoll weist einen Durchmesser von etwa 8 km sowie eine Landfläche von etwa 2,6 km² auf. Die bis zu 40 m tiefe Lagune ist nahezu vollständig von einem Saumriff umgeben, auf dem mehrere Motus liegen. Das Atoll ist nicht ständig bewohnt (Stand: 2008), auf dem langgezogenen Motu Maupihaa im Osten des Atolls gibt es allerdings noch einige, zeitweise für die Kopraernte genutzte Gebäude, die Überbleibsel eines kleinen Dorfes, das 1985 noch 10 Einwohner hatte. Die Volkszählung von 2007 weist 9 Einwohner nach, davon 4 Frauen.

## Geschichte
Das Atoll wurde am 30. Juli 1767 von Samuel Wallis entdeckt und als „Lord Howe Island“ benannt.
Im Ersten Weltkrieg, am 2. August 1917, strandete der deutsche Hilfskreuzer Seeadler des „Seeteufels“ Felix Graf von Luckner am Saumriff von Maupihaa. Zu dieser Zeit lebten auf der Insel nur drei Polynesier, die für eine Gesellschaft auf Tahiti Kokosnüsse sammelten und zu Kopra verarbeiteten. 64 Besatzungsmitglieder der Seeadler und 47 Gefangene – Mannschaften und Passagiere der zuvor gekaperten Schiffe – lebten mit den Polynesiern mehrere Monate friedlich auf Maupihaa zusammen. Luckner rief eigenmächtig die Gründung der „letzten deutschen Kolonie“ – Cäcilieninsel – aus. Von den Überresten des gestrandeten Schiffes errichtete die Mannschaft die Siedlung Seeadlerdorf.
Luckner ließ alsbald das Beiboot instand setzen und segelte mit einigen Besatzungsmitgliedern 22 Tage lang zu den Fidschi-Inseln. Er plante, dort ein Schiff zu kapern, nach Maupihaa zurückzukehren und die übrige Mannschaft zu retten. Auf der kleinen Fidschi-Insel Katafanga geriet er jedoch in Gefangenschaft.
Den zurückgebliebenen Deutschen gelang es, den Kopra-Schoner Lutèce zu kapern. Sie tauften ihn um in Fortuna, ließen die Kriegsgefangenen – mit ausreichenden Vorräten versehen – auf Maupihaa zurück und segelten zur Osterinsel, wo das Schiff in der starken Brandung auf die Klippen trieb und sank. Nachdem die Mannschaft vier Monate auf der Osterinsel verbracht hatte, wurde sie in das neutrale Chile verschifft und dort bis zum Kriegsende interniert.
Nach der Abfahrt der Deutschen segelten vier Amerikaner mit dem zweiten Beiboot der Seeadler nach Pago Pago auf Amerikanisch-Samoa und setzten die Behörden über die Situation der auf Maupihaa lebenden Amerikaner und Franzosen in Kenntnis. Inzwischen war jedoch auch der australische geschützte Kreuzer HMAS Encounter an dem Atoll angekommen; im Gefolge wurden die Gefangenen in ihre Heimat zurückgeführt.

### Wrack derSeeadler
Das im flachen Wasser liegende Wrack der Seeadler wurde zuerst von der eigenen Besatzung zum Teil ausgeschlachtet, ein weiteres Mal von der Besatzung der Encounter. Heute befinden sich nur noch geringe Reste des Schiffs an dem Atoll. Erstmals wissenschaftlich untersucht wurden sie im Jahr 2021 durch die Forschungstauchgruppe Submaris unter Leitung des Deutschen Florian Huber. Es konnten noch mehrere metallene Gegenstände gefunden werden, z B. Anker, der Schiffsdieselmotor und das zweite Bordgeschütz. Es gibt Bestrebungen, einige Überbleibsel zu bergen.
Die Beute von Luckners Kaperfahrten im Pazifik soll heute noch auf Maupihaa vergraben sein.